# Mysmenopsis capac
Mysmenopsis capac är en spindelart som beskrevs av Léon Baert 1990. Mysmenopsis capac ingår i släktet Mysmenopsis och familjen Mysmenidae.
Artens utbredningsområde är Peru. Inga underarter finns listade i Catalogue of Life.